# Pier Marino Mularoni
Pier Marino Mularoni (Faetano, 6 settembre 1962) è un politico sammarinese.
Ha ricoperto la carica di Capitano Reggente da aprile ad ottobre 1997, in coppia con Paride Andreoli. È stato esponente del Partito Democratico Cristiano Sammarinese ricoprendo gli incarichi di Direttore del "San Marino", Vice Segretario e Presidente del Gruppo Consiliare. Eletto per la prima volta in Consiglio Grande e Generale nel 1993 e riconfermato alle elezioni del 1998, del 2001,del 2006 nelle file del Pdcs; nel 2008 è stato eletto nelle file del movimento politico dei Democratici di Centro. Dal 1986 al 1993 è stato Capitano di Castello di Faetano. Nel periodo 2001/2006 ha ricoperto i seguenti incarichi di Governo: Segretario di Stato per il Lavoro 2001/2002 e Segretario di Stato per le Finanze e il Bilancio da dicembre 2002 a maggio 2006. Nel marzo 2007 assieme a Giovanni Lonfernini, Rosa Zafferani e Cesare Gasperoni, ha fondato il gruppo dei Democratici di Centro. Dal 29 novembre 2007 al novembre 2008 ha ricoperto l'incarico di Segretario di Stato per il lavoro, la cooperazione e le politiche giovanili. È stato Presidente del movimento politico Democratici di Centro. Il 4 marzo 2011 è tra i fondatori dell'Unione per la Repubblica, movimento politico nato dall'unione di due forze politiche Democratici di Centro e Europopolari per San Marino. Attualmente è coordinatore del movimento politico Unione per la Repubblica. È membro del Consiglio Grande e Generale e dell'Assemblea Parlamentare del Consiglio d'Europa.